# سان برناردو
سان برناردو (به اسپانیایی: San Bernardo, Chile) یک کومونه شیلی در شیلی است که در Maipo Province واقع شده‌است.

## خصوصیات
سان برناردو ۱۵۵٫۱ کیلومترمربع مساحت و ۲۴۶٬۷۶۲ نفر جمعیت دارد و ۵۷۰ متر بالاتر از سطح دریا واقع شده‌است.